# Opera orfana
L'opera orfana è un'opera dell'ingegno che si presume sia ancora assoggettata alla protezione del diritto d'autore (e dunque non sia di pubblico dominio), ma i cui titolari dei diritti sono sconosciuti o introvabili.
La Biblioteca del Congresso definisce orfane tutte quelle opere protette dal diritto d'autore i cui proprietari sono difficili o persino impossibili da trovare.

## Caratteristiche
Le opere protette possono diventare "orfane" nel momento in cui le generalità dell'autore o di altri titolari di diritti manchino o siano troppo vecchie, come ad esempio nel caso di opere che non sono più oggetto di sfruttamento commerciale.
Un'opera è considerata orfana anche se uno o più titolari sono stati individuati, ma nessuno di loro è stato rintracciato al termine di una ricerca diligente svolta e registrata (art. 69-quater, c.1, LdA).
I motivi che spiegano la mancanza delle generalità dell'autore possono essere molteplici: ad esempio, l'opera è stata pubblicata anonimamente, o tramite uno pseudonimo, o ancora le informazioni relative all'identità dell'autore sono state perse con il passare del tempo. Come già ribadito, un'opera può diventare orfana anche nel caso in cui sia impossibile localizzare l'autore. Esempi di opere orfane in questo senso potrebbero essere foto vecchie o antichi documenti archiviati per anni in collezioni di biblioteche.
Altri tipi di opere orfane potrebbero essere quelle intrinsecamente informali, o collaborative. Tali opere sono particolarmente comuni al giorno d'oggi nel mondo digitale. Esempi sono: blog e pagine web create in modo informale, grazie anche all'impegno collaborativo di decine di utenti che sono spesso impossibili da localizzare.

## Diritto nei vari paesi

### Diritto europeo
Nell'era digitale è possibile una diffusione globalizzata dei prodotti cosiddetti della cultura umana, di quell'insieme delle conoscenze letterarie, scientifiche, artistiche e delle istituzioni sociali e politiche proprie di un intero popolo, o di una sua componente sociale. La diffusione dei manufatti della cultura come conoscenza letteraria, scientifica ed artistica nel senso più lato, dai dipinti ai prodotti digitali, però, mette in discussione il rapporto tra il diritto d'autore e la fruizione da parte della collettività. All'inizio degli anni 2000 nacque l'esigenza di digitalizzare questi manufatti culturali per una diffusione almeno a livello dei paesi membri della Commissione Europea e questa iniziativa di costituire una biblioteca digitale (DLI) doveva avere un imprimatur ufficiale sia a livello di Commissione che del Parlamento Europeo. Il regime di protezione del diritto d'autore pose innanzitutto il problema delle opere orfane o fuori stampa, della loro definizione,  di studi di settore che portassero a proposte legislative, con l'approvazione dei differenti documenti sia a livello di Commissione che in delibere ufficiali del Parlamento Europeo, per poi essere recepite nelle legislazioni dei singoli Stati componenti l'Unione Europea (UE).
La libera utilizzazione e la limitazione del diritto d’autore in riferimento alle opere orfane è stata introdotta a livello europeo con la direttiva 2012/28/UE del Parlamento europeo e del Consiglio, la Direttiva su taluni utilizzi consentiti di opere orfane.
Le categorie di soggetti destinatari delle eccezioni sono le biblioteche, gli istituti di istruzione e i musei accessibili al pubblico, archivi, istituti per il patrimonio cinematografico o sonoro e le emittenti di servizio pubblico. Possono essere coperti da queste eccezioni anche soggetti terzi che siano incaricati in forza di una convenzione dai soggetti indicati sopra.
Tali accordi non possono imporre ai beneficiari dell’eccezione alcuna restrizione sull’utilizzo di opere orfane e non possono conferire alla controparte contrattuale alcun diritto di utilizzazione delle opere orfane o dell’utilizzo da parte dei beneficiari. Gli accordi non devono essere in contrasto con lo sfruttamento normale delle opere, né arrecare un pregiudizio ingiustificato ai titolari dei diritti.
Questa eccezione attribuisce il diritto di riprodurre l’opera orfana ai fini di digitalizzazione, catalogazione o restauro. Attribuisce anche la messa a disposizione del pubblico dell’opera in modo che ciascuno possa avervi accesso dal luogo e nel momento scelto scelti individualmente.
L’eccezione si applica alle opere e ai fonogrammi contenuti nelle collezioni di enti pubblici, che siano stati pubblicati per la prima volta, o in mancanza di pubblicazione, diffusi per la prima volta, in uno Stato membro dell’Unione Europea e che siano considerati orfani ai sensi della direttiva 2012/28/UE.
Le categorie delle opere sono:
- Libri, riviste, rotocalchi o altre pubblicazioni conservati nelle collezioni di biblioteche, istituti di istruzione o musei, ecc.
- Opere cinematografiche o audiovisive e fonogrammi conservati nelle collezioni di biblioteche, istituti di istruzione o musei, ecc.
- Opere cinematografiche o audiovisive e fonogrammi prodotti da emittenti di servizio pubblico fino al 31 dicembre 2002 e che siano conservati nei loro archivi. Si intendono anche le opere commissionate da enti di servizio pubblico per un uso proprio esclusivo o per uso esclusivo da altre emittenti coproduttrici.
- Opere e fonogrammi che non sono mai state pubblicate, ma contenute in archivi che possono essere accedute con il consenso del titolare dei diritti.
- Contenuti di altro tipo che sono incorporati o che formano parte integrante delle opere o dei fonogrammi.

Ai sensi Direttiva su taluni utilizzi consentiti di opere orfane sono considerate orfane le opere e i fonogrammi già considerati orfani in un altro stato membro dell'UE.

#### Limiti
Il diritto di messa a disposizione del pubblico è limitato agli scopi connessi alla missione di interesse pubblico dell’ente, in particolare alla conservazione, al restauro e all’accesso a fini culturali ed educativi, come previsto dall’articolo 6 della direttiva 2012/28/UE.
Non è consentito l’utilizzo a scopi di lucro, salvo eventuali entrate per coprire i costi di digitalizzazione.

#### Obblighi
La Direttiva 2012/28/UE impone agli enti di effettuare una ricerca diligente e documentata ai sensi dell’articolo 3 prima di utilizzare un’opera orfana. Inoltre, secondo l’articolo 7, qualora il titolare dei diritti si manifesti successivamente, l’ente utilizzatore deve cessare immediatamente l’utilizzo e può essere obbligato a corrispondere un equo compenso.

#### Ricerca diligente
La ricerca diligente consiste in un’indagine approfondita e documentata finalizzata a individuare i titolari dei diritti su un’opera o fonogramma protetto da diritto d’autore, da effettuarsi prima di qualsiasi utilizzo dell’opera. Ai sensi della Direttiva 2012/28/UE, in particolare dell’articolo 3, la ricerca deve essere condotta secondo principi di buona fede e professionalità, prendendo in considerazione fonti rilevanti e appropriate per ciascuna categoria di opera.
Le organizzazioni che intendono utilizzare opere orfane devono conservare la documentazione che attesti l’avvenuta ricerca diligente. Inoltre, gli esiti della ricerca, unitamente alle informazioni identificative dell’opera, ai dati dell’organizzazione utilizzatrice e agli eventuali aggiornamenti sullo stato dell’opera, devono essere registrati nel registro nazionale delle opere orfane, accessibile pubblicamente ai sensi dell’articolo 4 della direttiva.
Si raccomanda di consultare preliminarmente il registro nazionale per verificare se l’opera sia già stata dichiarata orfana da un’altra organizzazione. Se la ricerca diligente ha avuto esito negativo, l’opera può essere utilizzata come opera orfana.

#### Rivendicazione da parte del titolare
Ai sensi dell’articolo 7 della Direttiva 2012/28/UE, i titolari dei diritti possono in qualsiasi momento manifestare la loro titolarità presso le organizzazioni che utilizzano l’opera orfana. Nel caso in cui ciò avvenga, l’utilizzo dell’opera come orfana deve cessare immediatamente, salvo diversa autorizzazione da parte dei titolari. Inoltre, i titolari dei diritti hanno diritto a un equo compenso per l’uso effettuato durante il periodo in cui l’opera era considerata orfana.

#### Sviluppo del processo di soluzione dei problemi del diritto europeo
L'iniziativa DLI fu lanciata nel 2005 come input della Commissione i2010. 
Nel 2006 fu istituita la Commission Recommendation - EUR-Lex presieduta da Viviane Reding, allora Commissario UE per la Società dell'informazione e i media, con lo scopo di lavorare al progetto sulla digitalizzazione e l'accessibilità online del materiale culturale e sulla conservazione digitale. Vennero quindi creati ad hoc gruppi di esperti come il High Level Expert Group (Public Private Partnerships, copyright and orphan works) (HSEG) e il Member States Expert Group (MSEG) per i progress reports sulla digitalizzazione, accessibilità online e la conservazione digitale.
Sulla base di uno studio approfondito il sottogruppo dello High Level Expert Group per il diritto d'autore, sotto la presidenza del prof. Marco Ricolfi dell'Università di Torino, ha stilato un report finale, le cui conclusioni sono state poi inglobate in un report della Commissione del dicembre 2009.
Collegato al report del 2008 del sottogruppo per il diritto d'autore e le opere orfane c'è un Memorandum of Understanding on orphan works.per arrivare a costruire una biblioteca digitale europea nell'ambito del progetto Europeana, inserito nel più ampio progetto i2010 esteso al programma 2010-2020.
Naturalmente il punto focale è stato quello di raggiungere una definizione condivisa e legale delle opere orfane. 
Le opere orfane sono opere assoggettate al regime di protezione del diritto d'autore, e si presume non siano di pubblico dominio, ma i titolari dei diritti pertinenti sono sconosciuti o introvabili. Le opere protette possono diventare orfane nel momento in cui le generalità dell'autore o di altri titolari di diritti manchino o siano troppo vecchie, come ad esempio nel caso di opere fuori stampa o che non sono più oggetto di sfruttamento commerciale.
Le opere orfane non possono essere liberamente utilizzate per due motivi principali:
- non si può ottenere l'autorizzazione preventiva dei titolari del diritto d'autore
- la maggior parte degli Stati non ha ancora definito una normativa che disciplini la questione delle opere orfane.

Il progetto Europeana ha avuto lo scopo di digitalizzare e rendere disponibili su Internet libri, film, fotografie, manoscritti, mappe, discorsi e la musica: si ritiene verosimile un numero di circa 2,5 miliardi di libri e periodici relegati nelle biblioteche europee e milioni di ore di film e video in archivi di audio-video-diffusione. La base del progetto è il software Arrow (Accessible Registries of Rights Information and Orphan Works towards Europeana) finanziato dal programma eContentplus. Arrow è un software di origine italiana che è entrato in Italia dopo essere stato utilizzato innanzitutto all'estero ed in primis in Inghilterra; esso offre lo strumento tecnologico che aiuta le biblioteche a risolvere il problema della gestione dei diritti d'autore. Con la tecnologia di Arrow si determina se un'opera è di pubblico dominio o se protetta da diritto d'autore o tutelata in qualche misura. 
Oggi il sistema Arrow è tra le fonti di informazione da consultare obbligatoriamente per l'individuazione delle opere orfane; si è aggiunto il progetto Arrow Plus con la partecipazione anche dell'ICCU: Istituto Centrale del catalogo unico delle biblioteche italiane - Ministero per i Beni e le attività culturali.
In sostanza il gruppo di esperti sul diritto d'autore ha sottolineato le seguenti priorità:
- una ricerca diligente degli aventi diritto al lavoro e la gestione dei diritti, di norma effettuata nel paese di origine del lavoro quando identificabili
- database di opere orfane per facilitare gli utenti nella ricerca, che è necessario indipendentemente da qualsiasi soluzione legislativa
- una procedura di gestione dei diritti e un Centro di Gestione dei Diritti (concedere licenze) quando possono essere offerti da un meccanismo creato dai titolari dei diritti
- soluzioni nazionali che possono includere un sostegno legislativo/normativo e il riconoscimento reciproco delle diverse soluzioni in vari Stati membri per raggiungere l'effetto transfrontaliero necessario per le biblioteche digitali europee.

#### Direttiva europea 2011
Il report del 27 ottobre 2011 della Commission Staff Working Paper prende atto di difficoltà nell'avanzamento del progetto almeno in due specifici campi riguardo all'accessibilità online a livello comunitario, uno riguarda lo stato di compilazione degli elenchi e l'altro barriere legislative in stati membri:
- gli elenchi di opere orfane e di opere di pubblico dominio: solo tre paesi (Germania, Ungheria e Lituania) indicano che hanno tali elenchi o banche dati. Tuttavia, molti paesi citano il loro coinvolgimento nel progetto ARROW finanziato dall'Unione Europea
- barriere all'accessibilità ed all'utilizzo di opere di dominio pubblico: gli Stati membri sono stati invitati ad individuare gli ostacoli nella loro legislazione all'accessibilità online e il successivo utilizzo di materiale culturale che è di dominio pubblico, e ad adottare misure per rimuoverli. Solo quattro Paesi indicano che essi hanno individuato gli ostacoli giuridici alla accessibilità e l'utilizzo di materiale di dominio pubblico.

Il lavoro svolto dai differenti gruppi HLG ha preso corpo in una risoluzione legislativa del Parlamento europeo del settembre 2012: Risoluzione legislativa del Parlamento europeo del 25 ottobre 2012 sulla proposta di direttiva del Parlamento europeo e del Consiglio su taluni usi consentiti di opere orfane (COM(2011)0289 – C7-0138/2011 – 2011/0136(COD)) con oggetto "Forme autorizzate di utilizzo delle opere orfane".
Vanno citati alcuni aspetti molto rilevanti ed in particolare l'articolo 2 che rende evidente quanto la Commissione europea abbia trovato e trovi ostacoli sul percorso dell'accessibilità online delle opere orfane e di quelle out-print, nonostante il lavoro iniziato nel 2006; infatti l'Articolo 2 comma 5 recita:
Tuttavia la delibera norma anche un dato molto rilevante quando stabilisce nell'articolo 4: il "Riconoscimento reciproco dello status di opera orfana" che recita: 
L'articolo 3 comma 2 contiene un Allegato  in cui si precisano le fonti e le modalità di approccio alla ricerca, la creazione di liste e la digitalizzazione delle opere orfane e fuori stampa, (non ancora pubblicata nella Gazzetta Ufficiale).

#### Opere orfane per pubblico interesse
Le biblioteche, gli istituti di istruzione, i musei pubblicamente accessibili, gli archivi, gli istituti depositari del patrimonio cinematografico e le emittenti di servizio pubblico hanno l'obbligo di utilizzare le opere orfane contenute nelle proprie collezioni (art. 69-ter LdA) a fini di interesse pubblico comprendenti attività quali (art. 69-bis LdA):
- Conservazione o restauro, indicizzazione, catalogazione, digitalizzazione.
- Concessione dell'accesso a tali opere a fini culturali ed educativi.
- Possono esercitare gli stessi diritti enti terzi incaricati a seguito di accordi ma con alcuni vincoli in essi (art. 69-bis LdA)[23].

Tuttavia, tali organizzazioni possono essere autorizzate dagli Stati membri a usare un'opera orfana per scopi che vadano oltre la loro missione di interesse pubblico, a condizione che le stesse riconoscano una remunerazione (fissata in riferimento alle leggi nazionali) ai titolari dei diritti che pongono fine allo status di opera orfana.
Le organizzazioni hanno l'obbligo di tenere un registro delle ricerche diligenti condotte e un registro da rendere pubblicamente accessibile in merito al proprio uso delle opere orfane.

### Diritto italiano
In Italia, la direttiva è stata recepita con il Decreto legislativo 10 novembre 2014, n. 163, che ha introdotto nella Legge 633/41 gli articoli dal 69-bis al 69-septies.
Le associazioni delle biblioteche (Associazione italiana biblioteche (AIB) e quelle degli editori (Associazione italiana editori (AIE) hanno affrontato congiuntamente il problema delle opere orfane. In particolare l'AIE coinvolta nel progetto ARROW, prestando particolare attenzione a quelle orfane e fuori catalogo.
Fino ad oggi, le società di raccolta dei diritti d'autore (come la SIAE Società Italiana degli Autori ed Editori) continuavano a riscuotere i proventi derivanti dall'utilizzo dell'opera orfana, senza però versarli a nessuno.
Con le nuove disposizioni del Parlamento Europeo, è consentito alle istituzioni di usare le opere orfane senza incorrere in eventuali denunce per violazione delle norme sul diritto d'autore, com'è avvenuto negli Stati Uniti.

Qui è stato bloccato il grande progetto di Google, Google Books, di aprire una biblioteca digitale che contenesse anche le opere orfane. Il motivo principale fu che l'utilizzo di queste ultime doveva essere regolamentato per legge e non da accordi privati.
Le nuove disposizioni arrivano solo nel marzo del 2012, con l'obiettivo di rendere il patrimonio culturale europeo disponibile a tutti e in formato digitale, riportando alla luce una grossa fetta di cultura internazionale non ancora liberamente condivisa.

### Diritto statunitense
Negli Stati Uniti esiste una apposita registrazione per non far decadere i diritti, che riguarda in particolare le opere edite tra il 1923 e il 1964.
In questa situazione giuridica si è inserita l'azione di Google che ha scannerizzato i testi, riservandosi poi di regolare i diritti per gli aventi diritto.

### Diritto svizzero
L'articolo 22b della "Legge federale sul diritto d'autore e sui diritti di protezione affini" della Confederazione Svizzera, in vigore dal 1º luglio 2008,  definisce i diritti necessari per l'utilizzo di opere orfane.
[1] I diritti necessari per l’utilizzo di supporti audio o audiovisivi possono essere esercitati soltanto tramite società di gestione autorizzate se:

- a. l’utilizzo concerne fondi di archivi accessibili al pubblico o di archivi di organismi di diffusione;
- b. i titolari dei diritti sono sconosciuti o introvabili; e
- c. i supporti audio o audiovisivi destinati all’utilizzo sono stati fabbricati o riprodotti in Svizzera almeno dieci anni prima.

[2] Gli utenti sono tenuti ad annunciare alle società di gestione i supporti audio o audiovisivi che contengono opere orfane.»

## British Library: ARROW project
La British Library ha da poco pubblicato, come parte del progetto europeo ARROW, uno studio dal titolo “Seeking New Landscapes: A rights clearance study in the context of mass digitisation of 140 books published between 1870 and 2010″, sulle digitalizzazioni di massa e sull'ottenimento dei relativi diritti. 
In particolare, lo studio di concentra sulle opere orfane.
Da questo studio emerge che si devono trovare strategie più efficaci per ottenere diritti su particolari opere, nell'ottica di fornire agli istituti culturali garanzie sulle attività svolte per la digitalizzazione di documenti, evitando così che non si possano poi rendere fruibili ai cittadini gli sforzi di tanto lavoro.
A causa delle difficoltà incontrate nell'identificare i detentori dei diritti, lo studio in oggetto ha calcolato che sono necessarie circa quattro ore di attività su ciascuna opera, mentre con l'uso del sistema ARROW il tutto si può risolvere in circa cinque minuti (dal caricamento del titolo fino al controllo del risultato).

Lo studio della British Library, inoltre, indica lo sviluppo di ARROW come incoraggiante, dal momento che potrà fornire una soluzione tecnologica a supporto della ricerca e del processo di individuazione dei detentori dei diritti, e inoltre consentirà l'accesso legale ai documenti.
ARROW è un progetto conclusosi nel febbraio 2011, coordinato dall'Associazione Italiana Editori (AIE) e finanziato dalla Commissione Europea nell'ambito del programma eContentplus.

## Come prevenire le opere orfane
Un'opera diventa orfana perché mancano informazioni a riguardo sia dell'opera, che dell'autore o dei coautori dell'opera. Pertanto, il modo migliore per garantire che le opere non diventino orfane è quello di seguire la creazione, la manutenzione e l'accessibilità di informazioni pertinenti, con varie misure.
La manutenzione delle informazioni sulle opere potrebbe essere realizzata attraverso mezzi tecnologici, creando ampi database. Il già citato progetto ARROW in questo senso ha avuto lo scopo di trovare dei modi per identificare i titolari dei diritti delle opere orfane, chiarendo di fatto lo stato dei diritti di un'opera. Tra gli obiettivi di ARROW: l'inclusione di sistemi per lo scambio di dati sui diritti; la creazione di registri di opere orfane; reperire informazioni su opere fuori stampa o registri di tali opere per sostenere la creazione di una rete di meccanismi di autorizzazione dei diritti.
Allo stesso modo, il progetto MILE (Metadata Image Library Exploitation) mira a promuovere il patrimonio culturale europeo e rendere l'arte digitale più accessibile migliorando i metadati. Grazie a MILE è stato possibile creare un "Orphan Works Database" tramite cui i visitatori del database sono invitati ad offrire informazioni relative alle opere catalogate.
Un altro esempio interessante è il Book Rights Registry. Oltre a fungere da registro volontario, tale registro ha la capacità di rappresentare autori ed editori tramite società di terze parti e con Google, potendo quindi svolgere il ruolo di organizzazione per i diritti collettivi.